# Fujiwara no Hidehira
Fujiwara no Hidehira (藤原 秀衡, 1122-30 novembre 1187) fut à partir de 1157 le troisième dirigeant du clan Ōshū Fujiwara dans la province de Mutsu, au Japon. Nommé chinjufu-shogun (général contre les Aïnous), il contrôlait son territoire indépendamment du pouvoir central.
En 1185, il offrit l'asile à Minamoto no Yoshitsune (qu'il avait déjà hébergé auparavant) lorsque celui-ci fut poursuivi par son frère Minamoto no Yoritomo. Deux ans plus tard, il laissa en mourant un testament selon lequel il faisait de Yoshitsune son héritier, en lieu et place de son fils Yasuhira. Ce dernier refusa d'admettre ce testament, ce qui causa un conflit au sein des Fujiwara, et permit à Yoritomo de retrouver la trace de Yoshitsune.
On a retrouvé son corps momifié sous l'autel principal du Konjiki-dō du temple Chūson-ji à Hiraizumi, en compagnie de ceux de son grand-père Kiyohira, de son père Motohira et de la tête de son fils Yasuhira, tué au combat contre Yoritomo en 1189.

## Anecdote
Une légende affirme qu'il aurait été élevé par des loups.[réf. nécessaire]